# Сьверчув (Підкарпатське воєводство)
Сьверчув (пол. Świerczów) — село в Польщі, у гміні Кольбушова Кольбушовського повіту Підкарпатського воєводства.
Населення — 569 осіб (2011).

## Демографія
Демографічна структура станом на 31 березня 2011 року:
|          | Загалом | Допрацездатний вік | Працездатний вік | Постпрацездатний вік |
| -------- | ------- | ------------------ | ---------------- | -------------------- |
| Чоловіки | 284     | 69                 | 190              | 25                   |
| Жінки    | 285     | 59                 | 180              | 46                   |
| Разом    | 569     | 128                | 370              | 71                   |